# 扎拖乡
扎拖乡，是中华人民共和国四川省甘孜藏族自治州道孚县下辖的一个乡镇级行政单位。

## 行政区划
扎拖乡下辖以下地区：
波洛塘村、一地瓦子村、扎贡村、洛古村和扎拖村。